# 尖羽树鸭
尖羽树鸭（学名：Dendrocygna eytoni），是雁形目鸭科的一种鸟类。

## 特征
尖羽树鸭体重约789.99克，翼长约232毫米，嘴峰长约41.9毫米，喙宽度约16.4毫米，喙厚度约15.2毫米，跗蹠长约55.1毫米，尾长约67.8毫米。尖羽树鸭是部分迁徙的鸟类，其栖息在开放的草原环境中。食性为草食性，主要食物来源是None。

## 分布
澳大利亚北部和东部的低地。